# Golajab
Golajab o  Golachab es la quinta qlifá en el Árbol de la Vida de la Cabalá, siendo correspondiente a la sefirá de nombre Gevurá. Su nombre significa "los que queman con fuego". 
Mientras que Gevurá representa la justicia, la disciplina y el juicio en equilibrio, Golachab simboliza la violencia descontrolada, la destrucción impulsiva y la ira ciega. 
Así, como Gevurá es la sefirá de la restricción y la severidad, apartando lo innecesario en el cosmos, destruyendo lo malvado, y contrarresta el mal y la injusticia cuando mantiene el equilibrio con Jesed; sin embargo, cuando esta fuerza está fuera de balance, emerge Golajab, ya que se vuelve más destructiva, y quema lo que no debería ser quemado.
En demonología su imagen es la de demonios con enormes cabezas negras similares a volcanes en constante erupción; y su regente es Asmodeo (Ashmedai), un demonio vinculado con la lujuria, la ira y el caos.
- Datos: Q5882266